# Lei de Sófocles
A chamada lei de Sófocles foi um decreto (psefisma) estabelecido em Atenas em 307–306 a.C. Proposta por Sófocles de Súnio, na prática ela proibiu o estabelecimento de escolas de filosofia sem a permissão da Assembleia e Bulé. Ela durou por um ano até ser repelida e causou uma fuga de filósofos.

## História
Duas fontes principais do ocorrido são Diógenes Laércio 5:38 e Pólux 9:42, além do fragmento 99 da comédia "O Cavaleiro", de Aléxis, Ateneu 11:508 e 13:610, e outros fragmentos. A lei foi direcionada aos escolarcas, determinando sob controle estatal a escolha de quem poderia encabeçar as instituições filosóficas; nestes termos, segundo Diógenes Laércio: "nenhum filósofo deve presidir uma escola, exceto por permissão da bulé e do demos, sob pena de morte".
O governo de 10 anos do tirano Demétrio de Faleron havia se encerrado com sua expulsão. Demétrio era protegido de Cassandro, exercendo influência macedônica sobre a cidade. O contexto da lei envolvia um sentimento de anti-intelectualismo e desconfiança contra os filósofos, pela percepção de que estes eram anti-atenienses, devido a ensinos antidemocráticos, associação histórica a tirânicos e conexão com inimigos da pólis, tal como as ligações pró-macedônicas dos peripatéticos. Isso pode ter sido ainda mais motivado pelo fato de que o próprio Demétrio era um notório acadêmico que tinha sido pupilo do Peripatos de Aristóteles e, durante seu governo, doou a Teofrasto o terreno dos jardins em que o Liceu rodeava: antes um local público de reunião para a associação informal, tornou-se uma propriedade privada que concedia uma transmissão legal da escola possivelmente sem precedentes.
Um ano depois, Fílon, um discípulo de Teofrasto, processou Sófocles sob a acusação de que o decreto era ilegal. A defesa de Sófocles foi redigida por Demócares, que atacou os filósofos em geral, vilipendiando Sócrates, Aristóteles e a Academia, citando-se os exemplos de Evaeon de Lâmpsaco, Timolau de Cízico e Quéron de Palene, que foram discípulos de Platão e alegadamente tornaram-se tiranos pela influência de sua filosofia. Apesar disso, uma maioria condenou Sófocles, que foi penalizado em 5 talentos, e aboliu-se a lei. Isso teria incentivado o retorno de Epicuro à cidade, onde pouco tempo depois ele fundou sua escola do "Jardim", e o estabelecimento de Zenão de Cítio na Estoa Pecile.